# Warner Underwood

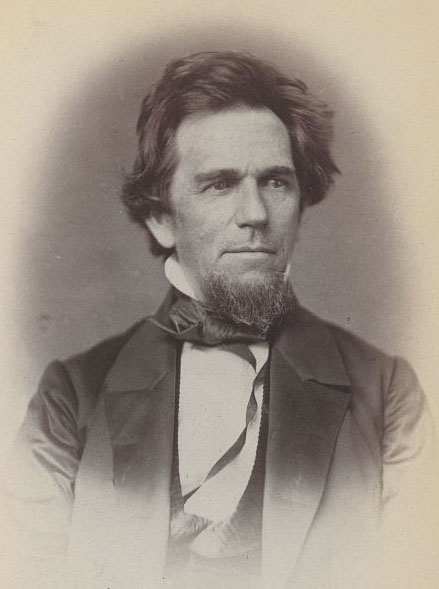
Warner Underwood (1859)

Warner Lewis Underwood (* 7. August 1808 im Goochland County, Virginia; † 12. März 1872 bei Bowling Green, Kentucky) war ein US-amerikanischer Politiker. Zwischen 1855 und 1859 vertrat er den Bundesstaat Kentucky im US-Repräsentantenhaus.

## Werdegang
Warner Underwood war der jüngere Bruder von Joseph R. Underwood (1791–1876), der zwischen 1835 und 1853 den Staat Kentucky in beiden Kammern des Kongresses vertrat. Er besuchte die öffentlichen Schulen in seiner Heimat. Im Jahr 1825 kam er nach Kentucky. Danach studierte er bis 1829 an der University of Virginia in Charlottesville. Nach einem anschließenden Jurastudium und seiner 1830 erfolgten Zulassung als Rechtsanwalt begann er in Bowling Green in diesem Beruf zu arbeiten.
Im Jahr 1834 zog Warner Underwood in das damals noch mexikanische Texas. Dort wurde er nach der texanischen Unabhängigkeit Generalstaatsanwalt für den östlichen Teil dieses Staates. Im Jahr 1840 kehrte er nach Bowling Green zurück, wo er auch eine politische Laufbahn begann und sich zunächst der American Party anschloss. Im Jahr 1848 wurde er in das Repräsentantenhaus von Kentucky gewählt; zwischen 1849 und 1853 saß er im Staatssenat. Bei den Kongresswahlen des Jahres 1854 wurde Underwood im dritten Wahlbezirk von Kentucky in das US-Repräsentantenhaus in Washington, D.C. gewählt, wo er am 4. März 1855 die Nachfolge von Francis Bristow antrat. Nach seiner Wiederwahl im Jahr 1856 konnte er bis zum 3. März 1859 zwei Legislaturperioden im Kongress absolvieren. Diese waren von den Spannungen im Vorfeld des Bürgerkrieges geprägt.
Im Jahr 1858 verzichtete Underwood auf eine erneute Kandidatur. Zwischen 1862 und 1864 war er amerikanischer Konsul im schottischen Glasgow. Nach seiner Rückkehr in die Vereinigten Staaten praktizierte er zunächst als Anwalt in San Francisco. Im Jahr 1866 kehrte er nach Kentucky zurück, wo er ebenfalls als Jurist tätig war. Warner Underwood starb am 12. März 1872 nahe Bowling Green; dort wurde er auch beigesetzt.